# Beverly Kinch
Beverly »Bev« Kinch, angleška atletinja, * 14. januar 1964, Ipswich, Suffolk, Anglija, Združeno kraljestvo.
Nastopila je na poletnih olimpijskih igrah leta 1988 ter se v štafeti 4x100 m uvrstila v polfinale. Na evropskih prvenstvih je v isti disciplini osvojila bronasto medaljo leta 1990, na evropskih dvoranskih prvenstvih naslov prvakinje leta 1984 v teku na 60 m, na igrah Skupnosti narodov pa bronasto medaljo v skoku v daljino leta 1982. 